# Roger Borsa
Roger Borsa   (Campània, c. 1060 (Gregorià) - Salern, 22 de febrer de 1111 (Gregorià)) segon fill de Robert Guiscard, duc de la Pulla i de Calàbria (1085-1111).
Borsa va cedir al seu germanastre gran Bohemon la regió entre Tàrent i Bari, que va recuperar quan aquest es va convertir en príncep d'Antioquia el 1098, encara que va haver de donar part del territori al seu oncle, el comte Roger I de Sicília. A la seva mort els ducats van passar al seu fill Guillem.